# 1961年国連チャーター機墜落事故
1961年国連チャーター機墜落事故は、1961年9月18日に起きた航空事故、または事件。アフリカのローデシア・ニヤサランド連邦（2018年現在のザンビア）ンドラ付近で国際連合のチャーター機が墜落し、第2代国連事務総長ダグ・ハマーショルド（ダーグ・ハンマルフェルド）を含む乗客乗員16名全員が死亡した。
この時ハマーショルドは、コンゴ動乱の中でカタンガ共和国を建国したモイーズ・チョンベとの停戦交渉に向かう途上にあった。ハマーショルドの死により後任問題が生じ、安全保障理事会にてウ・タント（ビルマ出身）が後任の事務総長に選出された。
墜落原因は特定されておらず、パイロットエラー説とハマーショルド暗殺を目的とした撃墜説がある。

## 運航機材
- 型式：ダグラス DC-6B
- エンジン：プラット・アンド・ホイットニー R-2800 4基
- 機体記号：SE-BDY
- 製造番号：43559/251

同機は当時存在したチャーター便専門の航空会社であるトランスエア・スウェーデンの所有機で、乗員込みで国連にチャーターされていた。

## 事件

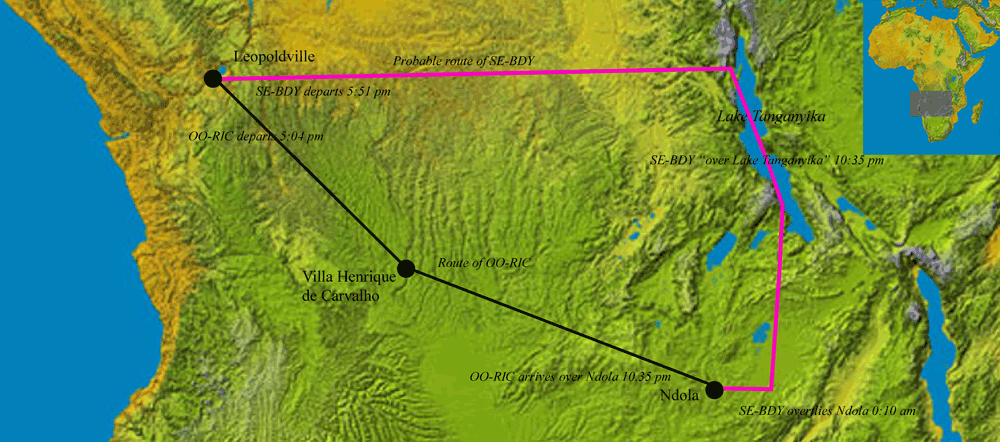
1961年9月、ハマーショルド搭乗機の飛行経路（ピンク色の線）と囮機の飛行経路（黒色線）

1961年9月、コンゴ動乱の最中において、戦闘目的ではなかった筈の国連部隊とモイーズ・チョンベを首相とするカタンガ共和国の兵力が交戦に陥ったことを受け、国連事務総長ダグ・ハマーショルドが停戦交渉に向かおうとしたところ、9月18日、ローデシア・ニヤサランド連邦のンドラ（2018年現在のザンビア）付近で乗機が墜落した。ハマーショルドを含む乗客乗員16名全員が死亡した。
墜落を受けてローデシア・ニヤサランド連邦首相ロイ・ウェレンスキーは病理医のヒュー・ダグラス・ロスをンドラに送った。ロスはイギリス空軍の病理医スティーヴンスと共に犠牲者16人全員の遺体を検分した。この中には事故当初生き延びていたが、重度の火傷を負って一度は意識を取り戻したものの病院でそのままにされ、5日後に死亡した国連の護衛官1名も含む。
ロスとスティーヴンスはその後イギリスに移動し検死結果を纏めた。後続した調査にて参照された医学的証拠はロスが提出したものである。墜落事件に関してロスが作成した資料は現在ダンディー大学が所蔵している。

## 国連特別報告
墜落を受けて国連が作成した特別報告によると、1:00頃に空で明るい閃光が見え、その報せに基づいて捜索救助活動が始まった。墜落当初からこれが事故ではない可能性が示されたために、以後複数回に渡り調査が実施され、事務総長の暗殺が疑われて今日に至っている。

## 公式調査

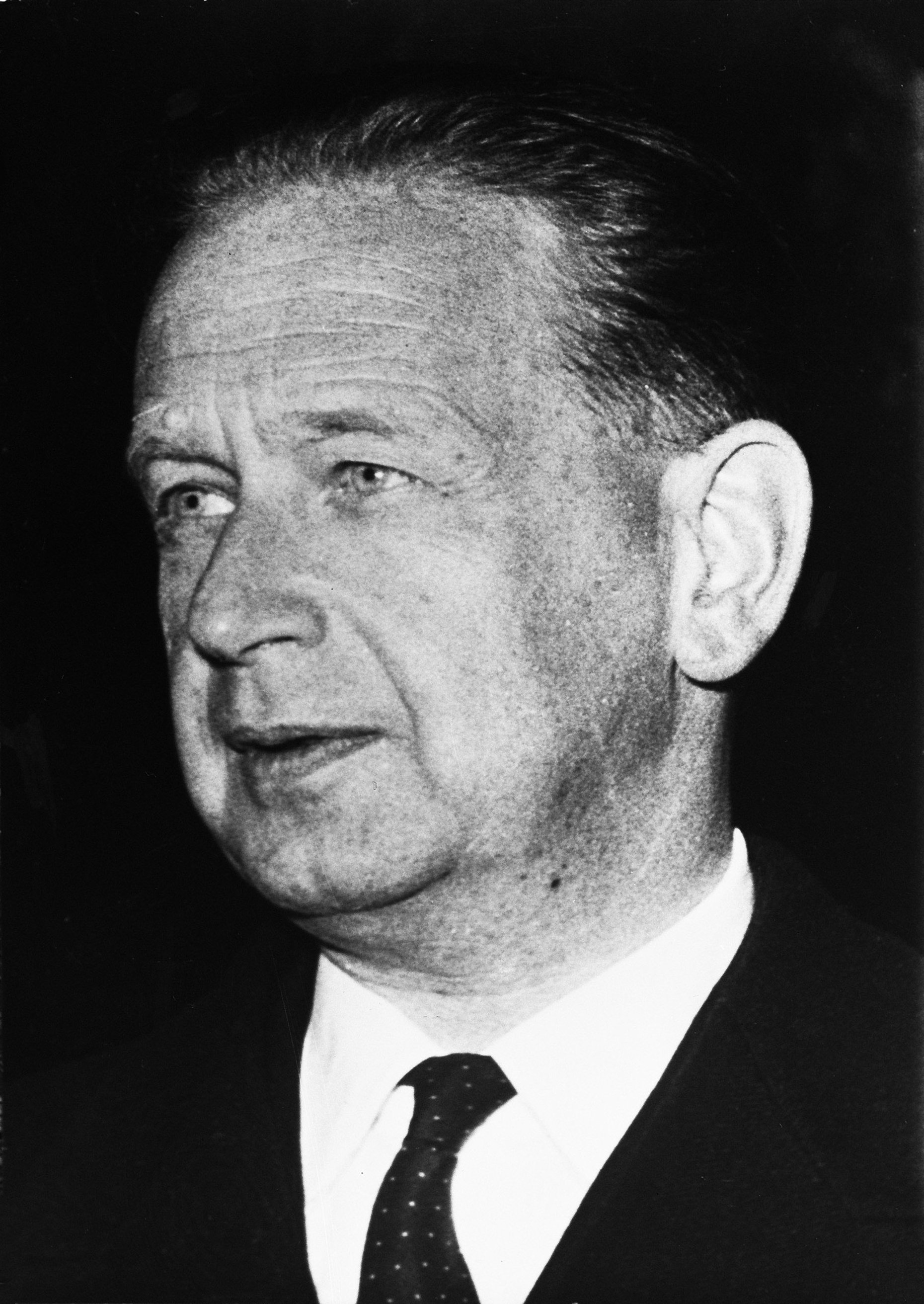
ダグ・ハマーショルド

ハマーショルドの死を巡り、墜落状況について翌年までに三つの公式調査機関が立ち上げられた：ローデシア民間航空局によるローデシア調査委員会、公聴会を開いたローデシア審問委員会、および国連調査委員会である。
ローデシア調査委員会はイギリス軍中佐の指揮下で1961年9月19日から同年11月2日まで活動した。ローデシア審問委員会は国連とは独立に1962年1月16日から同月29日にかけて公聴会を開いた。これらの後に続いた国連調査委員会は1962年に一連の公聴会を開いたが、一部は先行した二つの公式調査にて得られた証言に依拠している。国連の調査では5名の著名な人物が事務総長より任命され、その中からネパールの外交官リシケシ・シャーが全会一致で委員長として選出された。
三つの公式調査では墜落原因は特定されなかった。ローデシア調査委員会は墜落原因の物証を求めて180名の人員を投入し、墜落機が辿った飛行経路の終末部分に沿って6平方キロの地域を捜索したが、爆弾や地対空ミサイル、ハイジャックなどの証拠は見付からなかった。公式報告によると死亡したスウェーデン人の護衛官2名の遺体には複数の弾痕があった。これに関しローデシア調査委員会が実施した検死結果が国連調査でも採用されているが、それによると銃創は浅く、銃弾に線条痕はなかったといい、護衛官の至近にあった弾倉が火災の中で爆発したものと結論された。墜落機の残骸から何らかの犯行を示唆するような証拠は他には見付からなかった。
空で明るい閃光が見えたとの証言は、墜落を起こしたとするには時間が遅過ぎるとして棄却された。国連報告ではこれらの閃光は墜落後に生じた二次的な爆発ではないかとしている。乗客の中で、ハマーショルドの護衛官だった米国のハロルド・ジュリアン軍曹は、墜落で負傷したものの生きて発見された。ジュリアンはンドラの病院に収容され、墜落前に空で複数の閃光を見た、または機上で爆発があったと医師らに話した。治療に関わった医師によるとジュリアンは適切な設備のある病院に移送すれば十分助かる容態だったが、そのまま放置され5日後に腎不全で死亡した。公式審問では彼と会話した人々の証言は不整合だとして棄却された。
国連報告書は確立された捜索および救助手順に違反した多くの遅れがあると述べている。
3つの個別の遅延があるという。一つ目に航空機が遭難したかも知れないことの初期認識が遅れた。二つ目に該当機が周辺のどの空港にも着陸していないことの確認が遅れ、遭難発生の事実認識が遅延した。三つ目にンドラ空港から僅か15kmに位置する墜落現場に対する捜索救助活動と残骸の発見自体が遅れた。検死結果はハマーショルドの死因を特定できなかった。ある報告はハマーショルドは墜落時に即死したとしているが、他の報告は救助活動が遅れなければ助かったかも知れないとしている。国連報告はまた、救助を急いでいればジュリアン軍曹が生き延びた可能性は「無限に」高まっただろうとしている。

## 暗殺説
複数の公式調査で暗殺の証拠は認められなかったが、ハマーショルドの死は事故ではなかったとする「暗殺説」は未だに根強く唱えられている。
ハマーショルドが死んだ当時、アメリカとその同盟国の諜報機関はコンゴ情勢に深く関与しており、ベルギーとアメリカによるカタンガ分離独立の支持や前首相パトリス・ルムンバ暗殺で最高潮に達した。ベルギーとイギリスはコンゴの銅鉱業利権の大部分を握っており、同国が植民地統治下から独立国に移行するに当って既得権益の維持に関心があった。銅鉱業が国有化されうるという懸念は、ルムンバまたはハマーショルドを排除する経済的な動機になったかも知れない。初動調査は機体の状況や遺体の検分について大半の情報をもたらしたが、そこにイギリス軍将校が関わっていた点について利益相反の指摘がある。
公式報告はハマーショルドの暗殺説を支持しうる多数の証拠を棄却したが、そうした棄却行為の一部は論争を呼んでいる。例えば、一部の者の遺体に見られた銃創は火災で暴発した銃弾によるものだろうと結論されたが、専門家はこれを強く疑問視し、暴発した銃弾では皮膚を貫通できないとしている。弾道学の権威であるC.F.ウェステル少佐によれば「機関銃や拳銃の弾倉が火中で暴発したことによって飛び出た弾丸が人体を貫徹可能だなどという主張は、全くの論外だと断言できる」。ウェステル少佐の見解は、軍の消防隊が弾薬集積所付近で行動する場合の危険有無を評価する目的で実施された、大規模実験の結果に基づいている。実際、スウェーデンの他の専門家が実験し撮影した結果では、銃弾を暴発するまで加熱しても、弾倉を突き破って出るほどの初速は得られなかった。
当時エチオピア駐在のイギリス大使だったデニス・ライトは、1961年の年次報告の中でハマーショルドの死とイギリスの関連を示唆している。当時、コンゴの国連部隊に加わる兵員を乗せたエチオピアの輸送機が、エンテベ経由でイギリス統治下のウガンダ上空を越えようとしていたが、イギリスはこれを拒否した。ところがハマーショルドが死去すると通過は許可されたという。この報告を見たある外務省職員は、イギリスの戸棚に「骸骨」など入っていないとして、年次報告の最終版では大使のこのコメントを削除すべきだと書き残している。
1998年8月19日、南アフリカの真実和解委員会(TRC)議長であるデズモンド・ツツ大司教は、新たに明るみに出た文書から墜落事件に対するイギリスのMI5、米国CIA、および南アフリカの諜報機関の関与が示唆されたと述べた。TRCが公表したある文書は機体が着地した際に爆発するよう降着装置の収納部に爆発物が仕掛けられたとしている。ツツは、TRCにはそれらの文書および南アフリカや西側の情報機関が墜落に関わったとする説の真偽を捜査する能力はないと述べた。イギリスの外務・英連邦省はそれらはソ連による誤報や偽情報ではないかとしている。
2005年7月28日、ハマーショルドの生誕100周年に際し、彼の死に関してノルウェーのアフテンポステン紙がノルウェー軍人のビョルン・エッゲ少将に取材した記事が掲載された。エッゲは国連将校として最初に墜落現場に到着し病院で遺体を見たことで知られる。それによるとハマーショルドの遺体は他と違って焼けておらず、額に丸い穴が開いていた。後の写真では画像が加工されその穴は消され、事故報告書からは検死結果が除外されていた。エッゲはそのような操作が為された理由を長年疑問に思っていたという。墜落現場はンドラ空港から15kmの位置だったにもかかわらず、捜索救助活動は半日以上経ってから始まったことも彼には疑問だった。エッゲの見解ではハマーショルドは機体から投げ出され、手の中に草や葉を握っていたことから、生き延びて残骸から避難したのではないかという。エッゲは額の傷が弾痕だったと直接主張してはいない。
2009年9月23日、第64回国連総会における演説の中で、リビアのカダフィ大佐は同国出身のアリ・トレキ国連総会議長に対し、コンゴ共和国を1960年に追放され翌年死去したパトリス・ルムンバ首相と1961年の国連事務総長ダグ・ハマーショルドの死について、国連として調査機関を設立するよう要請した。
スウェーデン人でアフリカに拠点を置く開発援助機関に勤めるゴラン・ビョルクダールは、個人的な関心から2000年代に現地住民の目撃者12名に聞き取り調査を行った。それらの証言は「ハマーショルドの乗機が別の飛行機に撃墜された」という点で一致している。うち一人は墜落後の朝5時に現場近くの炭焼き窯に行ったところ、白人兵士の一団が現場を封鎖して住民を追い散らしているのを見たが、救助隊が現場に到着したとされる公式の時刻は同日午後3時である。
ビョルクダールは以前は閲覧不可だった文書や国連内部の通信記録を調べ、事件がユニオン・ミニエールなどの鉱業会社の利権護持を目的とした意図的な撃墜だったと結論した。事件当時キプロスの電子諜報施設に配属されていたあるアメリカ軍将校は、ンドラで交わされた機上通信を傍受したという。その中ではあるパイロットが「ハマーショルドが乗ったDC-6に接近する」と話しており、射撃音に続いて「命中した」との言葉が聞こえた。
2013年9月、イギリスの法律家ステファン・セドリー率いる独立の調査委員会は近年明るみに出た情報について調査結果を公表し、再調査に値する根拠があるとして「1962年10月26日の国連総会決議1759(XVII)に則って」国連は審問を再開すべきと勧告した。この委員会の行動のきっかけとなったのは、スーザン・ウィリアムスが著書「誰がハンマルフェルドを殺したか？」(Who Killed Hammarskjold?)を出版し新証拠の集積状況を示したことである。
2014年4月、ガーディアンはハマーショルドを撃墜したのはカタンガ空軍のベルギー人傭兵ジャン・ヴァン・リッセゲムだと示唆する記事を掲載した。リッセゲムは第二次世界大戦ではイギリス空軍に所属し、戦後ベルギー空軍に勤めたのちカタンガ共和国空軍でモイーズ・チョンベのパイロットとして知られた。
記事によると、元アメリカ海軍パイロットで事件当時NSAに勤めていたチャールズ・サウゾール中佐は、当日の夜半過ぎにキプロスに所在するNSAの傍受施設で3,000マイル (4,800 km)離れたンドラにおける通信音声を傍受した。サウゾールによるとその操縦士は「低空に輸送機を視認。全ての灯が点いている。降下して接近する。やはりそうだ、トランスエアのあのDC-6だ。あの機体だ」と言った。口調は「冷静で職業的だった」という。それから射撃音が聞こえ、操縦士は大声で「命中した。火が出ている! 墜ちていく。目標は墜落する!」と言った。カタンガ空軍が保有していた機材の状況から、フーガCM.170マジステール、機体記号KAT-93が該当機として最も疑わしい。なおヴァン・リッセゲムは、1960年代初頭にカタンガ空軍でマジステールを操縦していた。

## 公式調査の再開
2015年3月16日、潘基文国連事務総長はハマーショルドの死に関して得られた新情報を調べる独立専門家部会を選任した。同部会の長はタンザニア最高裁長官モハメド・チャンデ・オスマンであり、他の2名は国際民間航空機関(ICAO)のオーストラリア代表ケリン・マッコーレーとデンマーク国家警察の弾道学専門家ヘンリク・ラルセンである。同部会は2015年6月12日に国連事務総長に対して報告書を提出した。
2017年10月25日、国連はオスマンらによる報告書内容を公表した。その中で、オスマンはかつての公式報告におけるパイロットエラー等による事故説に否定的な見解を示し、外部からの直接攻撃または何らかの干渉による墜落を示唆して、事態を解明する責任は国連加盟の関係各国が「公開・非公開を問わず押収または作成した資料における関連情報の再精査を完了すること」に掛かっていると述べた。調査に関して西側各国からある程度の協力は得られたが、情報の完全な開示は依然として拒まれている状況であることをオスマンは示唆している。
2018年3月27日、アントニオ・グテーレス国連事務総長は本事件に関する調査継続を決定し、引き続きオスマンをその任に充てることを表明した。
2019年1月12日に改めて撃墜説が再浮上していることを、ガーディアン紙が報じた。

## 追悼

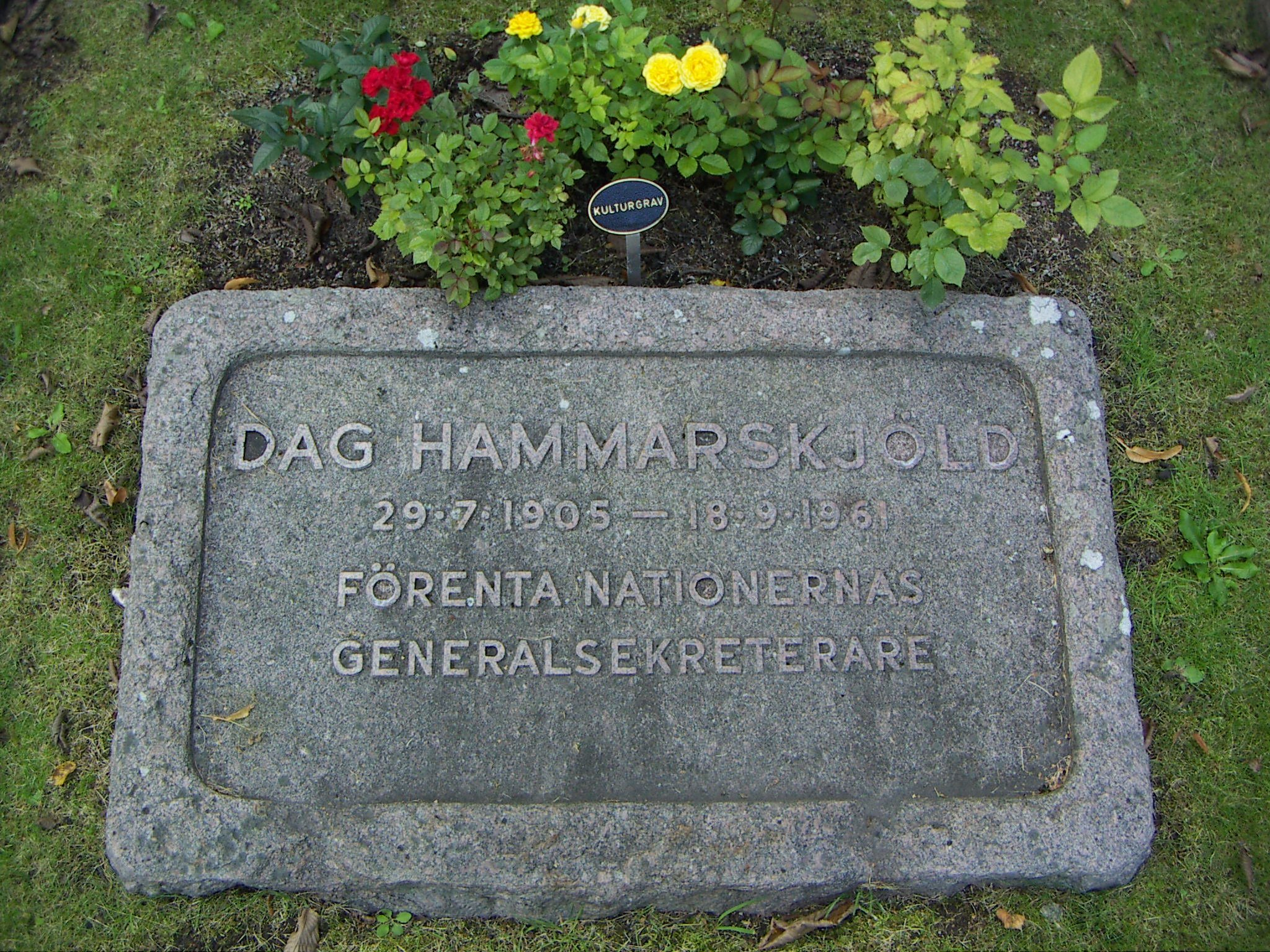
ウプサラにあるハマーショルドの墓

墜落現場には追悼碑と展示施設(Dag Hammarskjold Crash Site Memorial(en))が設置され、UNESCO世界遺産の候補一覧に登録されている。コンゴ共和国首相シリル・アドゥラは次のように報道発表した。「（前略）西側の経済支配者による恥を知らぬ謀略の犠牲となり世を去ったこの偉大な人物とその同僚らに捧げるため、政府は1961年9月19日火曜日を国家として服喪の日とする」。

## 本事故を扱った作品
- 『メーデー!:航空機事故の真実と真相』 第13シーズン（オリジナルでは第15シーズン）第5話「Deadly Mission」
- 『ジャドヴィル包囲戦 -6日間の戦い-』（"The Siege of Jadotville")

2016年公開の映画作品。作中でハマーショルドの乗機はF-4戦闘機に撃墜され、カタンガ共和国首相のモイーズ・チョンベが命じたと示唆されている。但し作中でアイルランド軍の指揮官パット・クインラン配下の平和維持部隊に対するカタンガ軍による6日に及んだ攻撃の最中に墜落があったとしている点は不正確である。史実においては、ハマーショルドの墜落事件は包囲されたアイルランド軍分遣隊が降伏した翌日のことだった。
- 『誰がハマーショルドを殺したか（英語版）』（"Cold Case Hammarskjöld"）

2019年公開のドキュメンタリー映画。本作の中で、ベルギー人傭兵の戦闘機パイロットが、命令を受けて撃墜したと証言している。日本でも2020年7月公開。